# جسر مونيفونغ

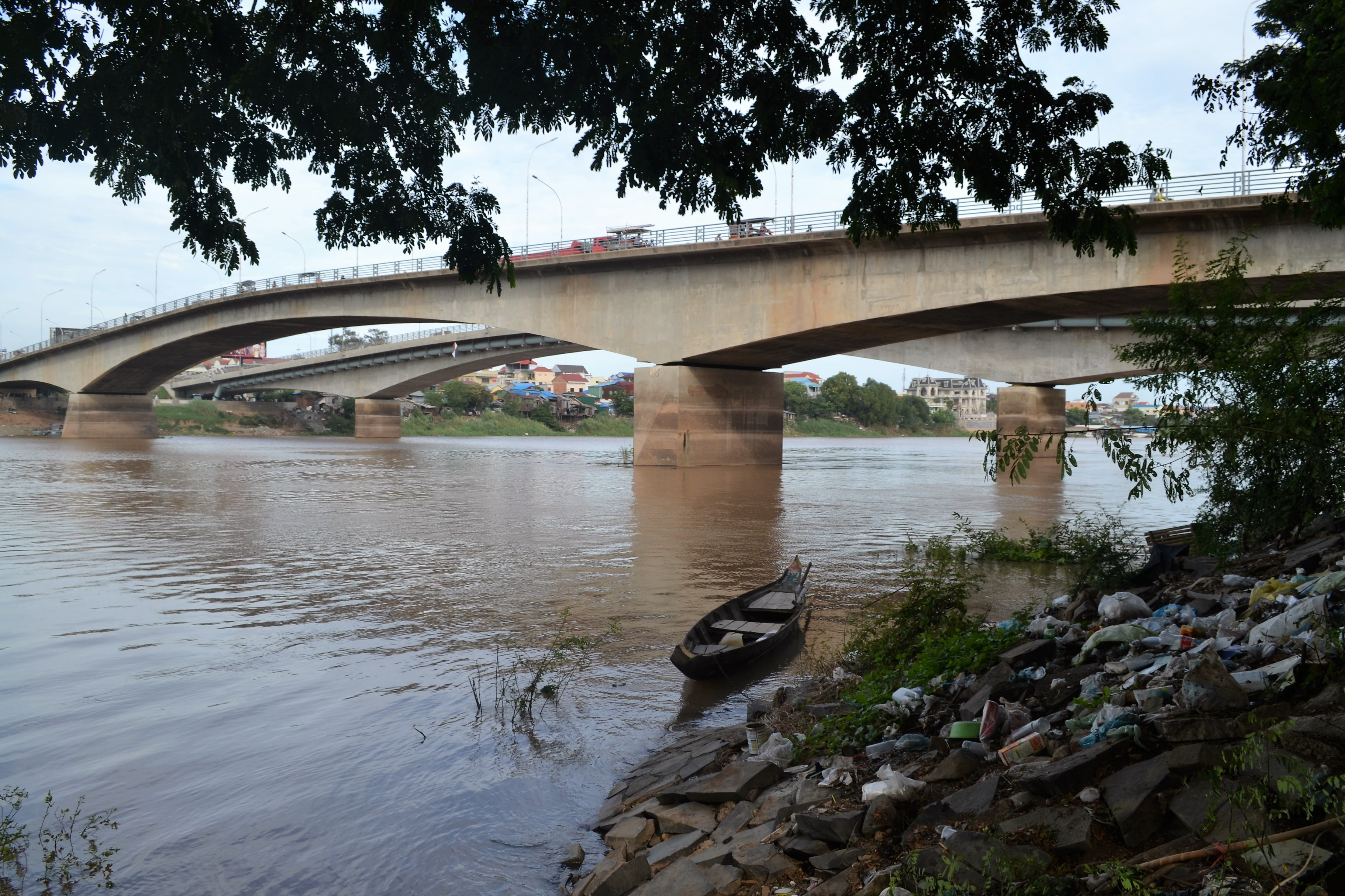
جسر مونيفونغ

جسر مونيفونغ هو جسر على نهر الباساك في عاصمة كمبوديا فنوم بنه قرب الطريق السريع الوطني رقم 2 المتجه إلى جنوب كمبوديا، والجسر جزء من الطريق السريع الوطني رقم 1 الذي يصل مدينة فنوم بنه بشرق كمبوديا وفيتنام. ونظراً لأهمية وموقع هذا الجسر الحيوي فهو يعتبر طريقاً مزدحماً بكثافة بالسيارات والعربات والدراجات.

## مواصفات الجسر
يبلغ طول الجسر 269,50 متر، وعرضه 14 متر. وبدأ العمل في إنشائه في 23 ديسمبر عام 2006 واستغرق سنتين وخمسة أشهر حيث أفتتح رسميا في 27 مايو عام 2009، وكلف إنشاؤه 10,489,097 دولار أمريكي.